# Championnat du Pará de football
Le Championnat du Pará (Campeonato Paraense en portugais) est une compétition brésilienne de football opposant des clubs de l'État du Pará et organisée par la Fédération du Pará de football. C'est l'un des 27 championnats des États brésiliens.
Il se dispute en deux phases. La première, nommée aussi Seconde division du championnat du Pará, ou Série B du Parazão, a pour but de qualifier les deux meilleures équipes de ce groupe pour la seconde phase. En 2011, ce sont la Tuna Luso et Castanhal EC qui sont arrivés premiers. 
La deuxième partie du championnat, ou Série A du Parazão, s'étend entre mi-janvier jusqu'au mois mai. Cette première division voit s'affronter huit équipes, en match aller et retour, et comprend deux phases finales. Pour y arriver, le championnat retient les quatre meilleures équipes de la phase aller, puis de la phase retour, et les faits s'affronter en demi-finale, et finale déterminant soit un même vainqueur, soit deux vainqueurs qui disputeront une troisième finale, appelée Taça Açaí (Coupe Açaí, en l'honneur de l'un des fruits typique de Belém). 
La Tuna Luso marque cette année son grand retour parmi l'élite du football du Pará, qu'elle avait laissé depuis quelques années.

## Clubs de l'édition 2024
- Águia de Marabá
- Bragantino Clube do Pará
- SE Caeté
- Cametá SC
- Canaã FC
- Castanhal EC
- Paysandu SC
- Clube do Remo
- Santa Rosa EC
- São Francisco FC
- Tapajós FC
- Tuna Luso Brasileira

## Palmarès
| Année | Champion                  |
| ----- | ------------------------- |
| 1908  | União Esportiva (1)       |
| 1909  | Non disputé               |
| 1910  | União Esportiva (2)       |
| 1911  | Non disputé               |
| 1912  | Non disputé               |
| 1913  | Remo (1)                  |
| 1914  | Remo (2)                  |
| 1915  | Remo (3)                  |
| 1916  | Remo (4)                  |
| 1917  | Remo (5)                  |
| 1918  | Remo (6)                  |
| 1919  | Remo (7)                  |
| 1920  | Paysandu SC (1)           |
| 1921  | Paysandu SC (2)           |
| 1922  | Paysandu SC (3)           |
| 1923  | Paysandu SC (4)           |
| 1924  | Remo (8)                  |
| 1925  | Remo (9)                  |
| 1926  | Remo (10)                 |
| 1927  | Paysandu SC (5)           |
| 1928  | Paysandu SC (6)           |
| 1929  | Paysandu SC (7)           |
| 1930  | Remo (11)                 |
| 1931  | Paysandu SC (8)           |
| 1932  | Paysandu SC (9)           |
| 1933  | Remo (12)                 |
| 1934  | Paysandu SC (10)          |
| 1935  | Non disputé               |
| 1936  | Remo (13)                 |
| 1937  | Tuna Luso Brasileira (1)  |
| 1938  | Tuna Luso Brasileira (2)  |
| 1939  | Paysandu SC (11)          |
| 1940  | Remo (14)                 |
| 1941  | Tuna Luso Brasileira (3)  |
| 1942  | Paysandu SC (12)          |
| 1943  | Paysandu SC (13)          |
| 1944  | Paysandu SC (14)          |
| 1945  | Paysandu SC (15)          |
| 1946  | Non disputé               |
| 1947  | Paysandu SC (16)          |
| 1948  | Tuna Luso Brasileira (4)  |
| 1949  | Remo (15)                 |
| 1950  | Remo (16)                 |
| 1951  | Tuna Luso Brasileira (5)  |
| 1952  | Remo (17)                 |
| 1953  | Remo (18)                 |
| 1954  | Remo (19)                 |
| 1955  | Tuna Luso Brasileira (6)  |
| 1956  | Paysandu SC (17)          |
| 1957  | Paysandu SC (18)          |
| 1958  | Tuna Luso Brasileira (7)  |
| 1959  | Paysandu SC (19)          |
| 1960  | Remo (20)                 |
| 1961  | Paysandu SC (20)          |
| 1962  | Paysandu SC (21)          |
| 1963  | Paysandu SC (22)          |
| 1964  | Remo (21)                 |
| 1965  | Paysandu SC (23)          |
| 1966  | Paysandu SC (24)          |
| 1967  | Paysandu SC (25)          |
| 1968  | Remo (22)                 |
| 1969  | Paysandu SC (26)          |
| 1970  | Tuna Luso Brasileira (8)  |
| 1971  | Paysandu SC (27)          |
| 1972  | Paysandu SC (28)          |
| 1973  | Remo (23)                 |
| 1974  | Remo (24)                 |
| 1975  | Remo (25)                 |
| 1976  | Paysandu SC (29)          |
| 1977  | Remo (26)                 |
| 1978  | Remo (27)                 |
| 1979  | Remo (28)                 |
| 1980  | Paysandu SC (30)          |
| 1981  | Paysandu SC (31)          |
| 1982  | Paysandu SC (32)          |
| 1983  | Tuna Luso Brasileira (9)  |
| 1984  | Paysandu SC (33)          |
| 1985  | Paysandu SC (34)          |
| 1986  | Remo (29)                 |
| 1987  | Paysandu SC (35)          |
| 1988  | Tuna Luso Brasileira (10) |
| 1989  | Remo (30)                 |
| 1990  | Remo (31)                 |
| 1991  | Remo (32)                 |
| 1992  | Paysandu SC (36)          |
| 1993  | Remo (33)                 |
| 1994  | Remo (34)                 |
| 1995  | Remo (35)                 |
| 1996  | Remo (36)                 |
| 1997  | Remo (37)                 |
| 1998  | Paysandu SC (37)          |
| 1999  | Remo (38)                 |
| 2000  | Paysandu SC (38)          |
| 2001  | Paysandu SC (39)          |
| 2002  | Paysandu SC (40)          |
| 2003  | Remo (39)                 |
| 2004  | Remo (40)                 |
| 2005  | Paysandu SC (41)          |
| 2006  | Paysandu SC (42)          |
| 2007  | Remo (41)                 |
| 2008  | Remo (42)                 |
| 2009  | Paysandu SC (43)          |
| 2010  | Paysandu SC (44)          |
| 2011  | Independente (1)          |
| 2012  | Cametá (1)                |
| 2013  | Paysandu SC (45)          |
| 2014  | Remo (43)                 |
| 2015  | Remo (44)                 |
| 2016  | Paysandu SC (46)          |
| 2017  | Paysandu SC (47)          |
| 2018  | Remo (45)                 |
| 2019  | Remo (46)                 |
| 2020  | Paysandu SC (48)          |
| 2021  | Paysandu SC (49)          |
| 2022  | Remo (47)                 |
| 2023  | Águia de Marabá (1)       |
| 2024  | Paysandu SC (50)          |

## Bilan
| Club                 | Titres | Années |
| -------------------- | ------ | --- |
| Paysandu SC          | 50     | 1920, 1921, 1922, 1923, 1927, 1928, 1929, 1931, 1932, 1934, 1939, 1942, 1943, 1944, 1945, 1947, 1956, 1957, 1959, 1961, 1962, 1963, 1965, 1966, 1967, 1969, 1971, 1972, 1976, 1980, 1981, 1982, 1984, 1985, 1987, 1992, 1998, 2000, 2001, 2002, 2005, 2006, 2009, 2010, 2013, 2016, 2017, 2020, 2021, 2024 |
| Clube do Remo        | 47     | 1913, 1914, 1915, 1916, 1917, 1918, 1919, 1924, 1925, 1926, 1930, 1933, 1936, 1940, 1949, 1950, 1952, 1953, 1954, 1960, 1964, 1968, 1973, 1974, 1975, 1977, 1978, 1979, 1986, 1989, 1990, 1991, 1993, 1994, 1995, 1996, 1997, 1999, 2003, 2004, 2007, 2008, 2014, 2015, 2018, 2019, 2022                   |
| Tuna Luso Brasileira | 10     | 1937, 1938, 1941, 1948, 1951, 1955, 1958, 1970, 1983, 1988 |
| União Esportiva      | 2      | 1908, 1910 |
| Independente AC (en) | 1      | 2011 |
| Cametá SC            | 1      | 2012 |
| Águia de Marabá      | 1      | 2023 |